# Кладофора
Кладофора (Cladophora) — рід нитчастих зелених водоростей з класу ульвофіцієвих (Ulvophyceae). Представники поширені в морських, солонуватих і прісних водах, де найчастіше домінують в складі перифітона. Стійкі до впливу рослиноїдних організмів.

## Розмноження
При нестатевому розмноженні у верхівкових клітинах спорофіта відбувається мейоз, після якого утворюється велика кількість чотириджгутикових зооспор. Через отвір в оболонці спорангія зооспори виходять у зовнішнє середовище і проростають у гаметофіт. Гаметофіти кладофори є роздільностатевими. Чоловічі та жіночі гамети морфологічно не відрізняються між собою, проте різняться фізіологічно та за ультратонкою будовою апікальної частини клітини. Так, жіночі гамети на верхівці під плазмалемою мають спеціальний ковпачок, який при копуляції бере участь в утворенні кон'югаційного каналу. Хоча будь-яка вегетативна клітина висхідної частини талому здатна перетворитись у гаметангій, проте процес утворення гамет, як правило, починається у верхівкових клітинах талому. Через отвір в оболонці гамети звільняються і копулюють з гаметами особин іншого статевого знаку. Після копуляції зигота осідає на субстрат і без періоду спокою починає проростати у новий спорофіт.
Гамети кладофори (а також і деяких інших кладофоральних) здатні проростати партеногенетично, даючи початок як спорофітам, так і гаметофітам. Ця особливість зумовлює існування в межах роду досить різноманітних варіантів конкретних життєвих циклів, які, проте, є похідними від основного, гаплодиплофазного циклу зі споричною редукцією. Найпоширенішим видом морів помірних та теплих широт є кладофора розкидиста (Cladophora vagabunda). У прісних водоймах найчастіше трапляється кладофора клубочковидна (С. glomerata). Морфологічно ці два види не відрізняються між собою, але перший має гаплодиплофазний життєвий цикл зі зміною поколінь, тоді як у другого статевий процес відсутній, а нестатеве розмноження відбувається дводжгутиковими зооспорами. Спеціальні дослідження показали, що зооспори С. glomerata за походженням є гаметами, що втратили здатність до копуляції, проте зберегли здатність до партеногенетичного розвитку. Таким чином, вегетативні таломи найпоширенішого прісноводного виду роду — C. glomerata — це гаплоїдні гаметофіти[сторінка?].

## Будова
Являє собою довгі розгалужені нитки, що складаються з одного ряду великих клітин, які в довжину нерідко досягають 0,3—1,25 мм. Частота розгалуження визначається умовами середовища, зокрема швидкістю течії. Розподіл ядер і утворення перегородок між клітинами відбуваються асинхронно, так що кожна складова нитка клітина (сегмент) являє собою багатоядерний ценоцит.
Клітинна стінка досить товста (до 15 % маси рослини), складена переважно целюлозою. На поверхні клітинної стінки деяких видів (Cladophora rupestris, Cladophora glomerata) виявлено електронно-щільний шар, за деякими припущеннями, має білкову природу.

## В акваріумістиці

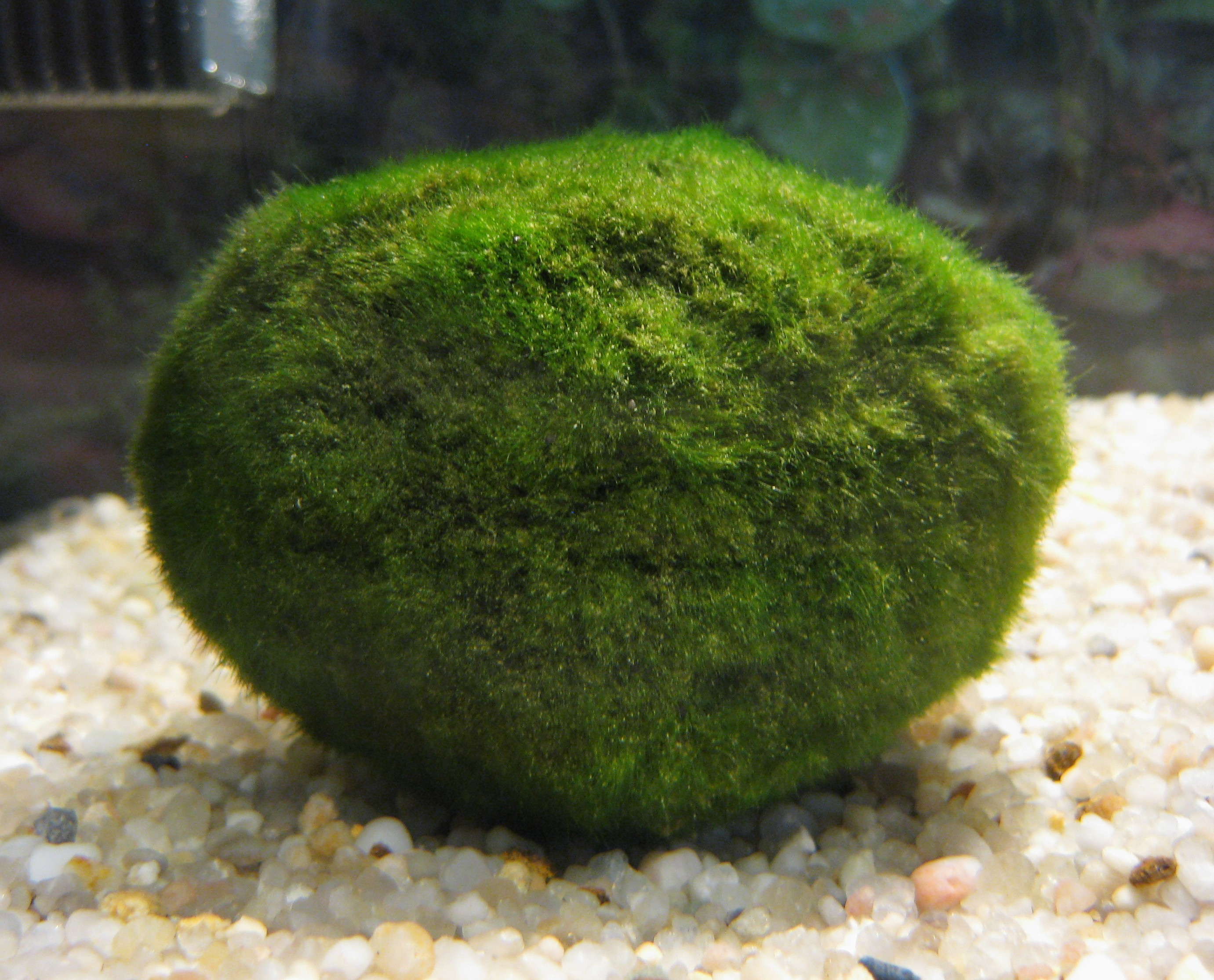
Кладофора куляста

Кладофора куляста (Cladophora aegagropila, =Aegagropila sauteri) використовується в акваріумістиці, являє собою темно-зелену кулясту нитчасту колонію водоростей діаметром 5-7 см.